# Долой паразитов
«Долой паразитов!» — рассказ классика фантастического жанра Роберта Шекли. Издан автором в 1986 году. Весёлый фантастический рассказ из цикла про Грегора и Арнольда из «ААА-ПОПС» — Астронавтического антиэнтропийного агентства по оздоровлению природной среды. Рассказ входит в авторский сборник «Так люди ЭТИМ занимаются?».

## Сюжет
В «ААА-ПОПС» обратился за помощью представитель планеты Саркан-2. Некие вредители-мииги не просто уничтожают растение саунику, которая является продуктом питания сарканцев и похожа на земную капусту. Мииги её раздирают в клочья. Гонорар за истребление миигов огромен.
Прибыв на планету, компаньоны сталкиваются со сложной проблемой, так как и вредители, и капуста, и сама планета оказываются далеко не так просты, как это казалось на первый взгляд.

## Разное
Произведение было озвучено в рамках проекта «Модель для сборки».